# Мирза Хазар
Мирза Керимоглу Микайлов (на азербайджански: Mirzə Kərim oğlu Mikayılov), по-известен като Мирза Хазар (на азербайджански: Mirzə Xəzər; роден на 29 ноември 1947 г. в гр. Гойчай, Азербайджанската ССР, СССР), е изтъкнат азербайджански писател, политически анализатор, телевизионен и радиоводещ, радиожурналист, издател и преводач на Библията на азербайджански език. Известен е още като Мирза Микаели. Понастоящем Мирза Хазар живее в Мюнхен, Германия.

## Ранни години
През юли 1973 г. Мирза Хазар се дипломира в Юридическия факултет на Азербайджанския държавен университет.
От август 1973 до януари 1974 г. работи като адвокат в Сумгаит. През юни 1974 г. той имигрира в Израел и посещава специализирани курсове, организирани за адвокати от СССР]] в [[Тел-Авивския университет. От юни 1975 до януари 1976 г. служи в Израелските отбранителни сили.

## Превод на Библията
По поръчка на Стокхолмския Институт за превод на Библията, Мирза Хазар превежда Новия завет и Стария завет на азербайджански език. Мирза Хазар започва цялостен превод на Библията през 1975 г. и го завършва през 1984 г. През 1982 г. Институтът за превод на Библията в Стокхолм, Швеция издава новия осъвременен превод на Новия завет на азербайджански език, който понастоящем се използва в Азербайджан. Първото издание на книгата е отпечатано в Загреб, Хърватия. Преводът на Мирза Хазар на Новия завет се преиздава 5 пъти в течение на няколко последователни години. Мирза Хазар завършва превода на Стария завет през 1984 г., но към днешна дата преводът все още не е отпечатан.
Допълнителна справка: Евангелието от Матей е първият превод на азербайджански език, дело на Мирза Фарух и Феликс Заренба. Той е публикуван през 1842 г. в Лондон от Базелското мисионерско общество. Новият завет е изцяло преведен и публикуван през 1878 г. в Лондон, а Старият завет – през 1891 г.

## Работа
От август 1976 г. до октомври 1985 г. Мирза Хазар работи като заместник главен редактор на радио „Свободна Европа“, предаващо на азербайджански език в Мюнхен, Германия. През октомври 1985 г. той е поканен във Вашингтон като главен редактор на радио „Гласът на Америка“ на азербайджански редакторски екип. През февруари 1987 г. Мирза Хазар се завръща в Мюнхен, където оглавява редакторския екип на азербайджански в радио „Свободна Европа“ и работи там до септември 2003 г.
През януари 2004 г. основава вестник „Гласът на Мирза Хазар“ (Mirzə Xəzərin Səsi) в Баку. Към настоящия момент Мирза Хазар работи над електронния вестник „Гласът на Мирза Хазар“, който е достъпен на 3 езика: азербайджански, английски и руски.
От септември до октомври 2005 г. Мирза Хазар е водещ на телевизия „Азадлиг“ („Свободна телевизия“) – първата независима задгранична медия, предаваща в Азербайджан. През декември 2005 г. представя радиопрограма по интернет „Гласът на Мирза Хазар“, където посетителите имат възможност да слушат аудио-записи.

## Публикации
Статиите на Мирза Хазар относно политическото и икономическото положение на Азербайджан и други бивши съветски републики, са публикувани в Азербайджан, Турция, Чехия и други страни. „Формирането на Народния фронт на Азербайджан“ (28.12.1988 г.) е първото по своя род проучване, посветено на опитите на местните интелектуалци и патриоти за създаване на национално демократическо движение в Азербайджан. Народният фронт на Азербайджан официално се учредява през 1989 г. През август 1989 г. се публикува статията му „Бирликско общество в Азербайджанското демократическо движение“.

## Черния януари от 1990 г.
По време на кризата, известна под названието „Черния януари“, социалистите успяват да осуетят всички опити за предаване на новини от Азербайджан, имащи за цел да информират както местното население, така и международната общност. В навечерието след навлизането на военни съветски части в Баку, офицерите от разузнаването спират електрозахранването на азербайджанската национална телевизияи радио, с цел да ограничат достъпа на народа до средствата за масова информация. Телевизията и радиото замлъкват, а работата на печатните медии е спряна. Въпреки това Мирза Хазар и неговият екип от радио „Свободна Европа“ успешно излъчват ежедневните новини от Баку и се превръщат в единствения източник на информация за азербайджанците на територията на страната и зад граница, в продължение на няколко дена. Ръководството в Кремълправи всевъзможни опити да скрие факта за съветското военно нападение от външния свят, както и от живущите в Азербайджан. Независимо от всичко, Мирза Хазар и неговият екип от радио „Свободна Европа“ осуетяват тези опити. Благодарение на Мирза Хазар и неговият екип от радио „Свободна Европа“, азербайджанците в страната и извън нея, както и международната общност, са поставени в известност относно съветската атака и получават възможността за организиране на протестни акции. Шокирано от този „изненадващ“ развой на събитията, правителството на СССР се жалва официално на САЩ по повод репортажите на радио „Свободна Европа“ за военното нападение в Азербайджан. На 20 януари 1990 г. медиите превръщат Мирза Хазар в легендарна фигура не само в Азербайджан, но и зад граница. Мелахет Агасанхизи, известна азербайджанска поетеса и писателка, описва радио изявите на Мирза Хазар по време на съветската военна атака по следния начин: „На 20 януари Мирза Хазар, със своя омаен божествен глас, вдъхна искрица надежда на умиращите азербайджанци.“ Неговият специфичен тембър и името му са добре познати на азербайджанците както в родината им, така и извън нея.

## Награди
Името на Мирза Хазар е включено в книгата „Стоте велики азербайджанци“, съставена от изтъкнатия азербайджански изследовател и писател Алиса Ниджат и издадена в гр. Бакупрез 1999 г. През 1990 г. Народният фронт на Азербайджан удостоява Мирза Хазар с наградата „Мамед Амин Расулзаде“ за неговата роля в развитието на национал-демократическото движение в Азербайджан. Мамед Амин Расулзаде е един от основателите на първата независима азербайджанска република през 1918 г. Сабир Рустамханли, известен азербайджански писател и политик, нарича Мирза Хазар „символът на нашата народна борба“ в интервю за в-к „Джумхуриет“ през септември 2003 г.

## Позовавания
1. ↑  www.gorskie.ru
2. ↑  Biografia[неработеща препратка]
3. ↑   Mirza Khazar's website, архив на оригинала от 6 септември 2018, https://web.archive.org/web/20180906142000/http://www.mirzexezerinsesi.net/, посетен на 18 февруари 2021
4. ↑   Internet Radio, архив на оригинала от 22 септември 2009, https://web.archive.org/web/20090922225257/http://www.live365.com/stations/tahira8270?play, посетен на 24 септември 2009
5. ↑  Reference to Mirza Michaeli, the book „Ethnic Fears and Ethnic War In Karabagh“, by Stuart J. Kaufman, University of Kentucky, October 1998 //    Архивиран от оригинала на 2010-02-09. Посетен на 2009-09-24.
6. ↑  Reference to Mirza Michaeli, the book „Soviet-American relations after the cold war“, by Robert Jervis, Seweryn Bialer, Duke University Press
7. ↑  Black January 1990 //   Azerbaijan International. Посетен на 26 февруари 2009.
8. ↑  Soviet Officials Charge Voice of America, Radio Liberty Fueled Riots
9. ↑   Article on Mirza Khazar, архив на оригинала от 23 юли 2011, https://web.archive.org/web/20110723210553/http://mirzexezerinsesi.net/articles/2008/11/29/melahet-agacanqizi-mirze-xezerin-sesi, посетен на 24 септември 2009
10. ↑  Broadcasting Freedom: The Cold War Triumph of Radio Free Europe